# Stängd serie
En stängd serie, låst serie eller sluten serie, är en sportterm för en oftast högre serie eller division som inte går att nå eller åka ur genom sportprestationer.
I Nordamerika finns proffsligor som AHL, MLB, MLS, NBA, NFL, NHL, där klubbarna köper in sina lag istället för att kvala.
I många länder anordnas serier med traditionellt upp- och nedflyttningssystem, där kvalspel ibland tillämpas. Numera tillämpas på många håll även elitlicens, där ekonomiska krav ställs.
1990 beslöt Svenska Basketbollförbundet att upphäva det traditionella seriespelet av europeisk modell, och införa Svenska basketligan från säsongen 1992/1993.
Krav på ekonomiska förutsättningar började ställas. Senare har det även debatterats att stänga SHL. I oktober 2008 blossade en diskussion upp om att stänga Elitserien i speedway, för att inspirera till anlitandet av egna unga förare framför dyrare nyförvärv.
I Finland stängdes år 2000 FM-ligan, Finlands högstadivision i ishockey. 2004 beslöts att återigen ge det lag som vinner Mestis möjlighet att flyttas upp till FM-ligan. Dock ställs krav på att det laget ska ha såväl sportsliga som ekonomiska förutsättningar för spel i högsta divisionen.
Ibland debatteras stängda serier. Förespråkare säger att de tror det ger tränarna större möjligheter att våga satsa på unga lovande spelare, då risken och rädslan för att åka ur inte längre finns där. Motståndare säger att stängda serier minskar sportkänslan och försämrar lusten att driva lag i lägre divisioner, samt att det tillhör seriespelet att lag flyttas upp och ner och att de lag som för tillfället befinner sig i högsta divisionen men är rädda för att åka ur utnyttjar fenomenet. Det beskylls ibland även för att vara en "inkörsport" till ett system där klubbarna enbart köper in sina lag istället för att kvala.